# 鸡西矿业集团总医院
鸡西矿业集团总医院，又称鸡西矿业总医院，简称矿总院，座落于黑龙江省鸡西市鸡冠区和平北大街158号。此医院始建于1949年7月11日，1993年被评定为三级甲等医院，是牡丹江以东地区最大的综合性医院。2002年该院加入北京大学医院医疗集团。

## 概述
鸡西矿业集团总医院占地68000平方米，设病床706张，始建于1949年。医院现有职工840人。该院设有27个临床科室，25个医技和业务科室，16个职能科室。

## 科室列表
- 内科
- 肾病内科
- 消化内科
- 呼吸内科
- 心血管内科
- 神经内科
- 高压氧科
- 神经外科
- 普通外科
- 胸外科
- 泌尿外科
- 儿科
- 传染科
- 耳鼻喉科
- 妇产科
- 急诊科
- 心理咨询科
- 口腔科
- 皮肤科
- 病理科
- 功能检查科
- 中医科
- 放疗科
- 肿瘤内科
- 肿瘤外科
- 眼科
- 药剂科
- 骨科
- 理疗科
- 麻醉科
- CT室
- 核医学科
- 介入放射科[2]